# Porzellanfabrik Moschendorf
Die Porzellanfabrik Moschendorf wurde 1878 in Hof-Moschendorf gegründet und 1957 geschlossen.

## Geschichte

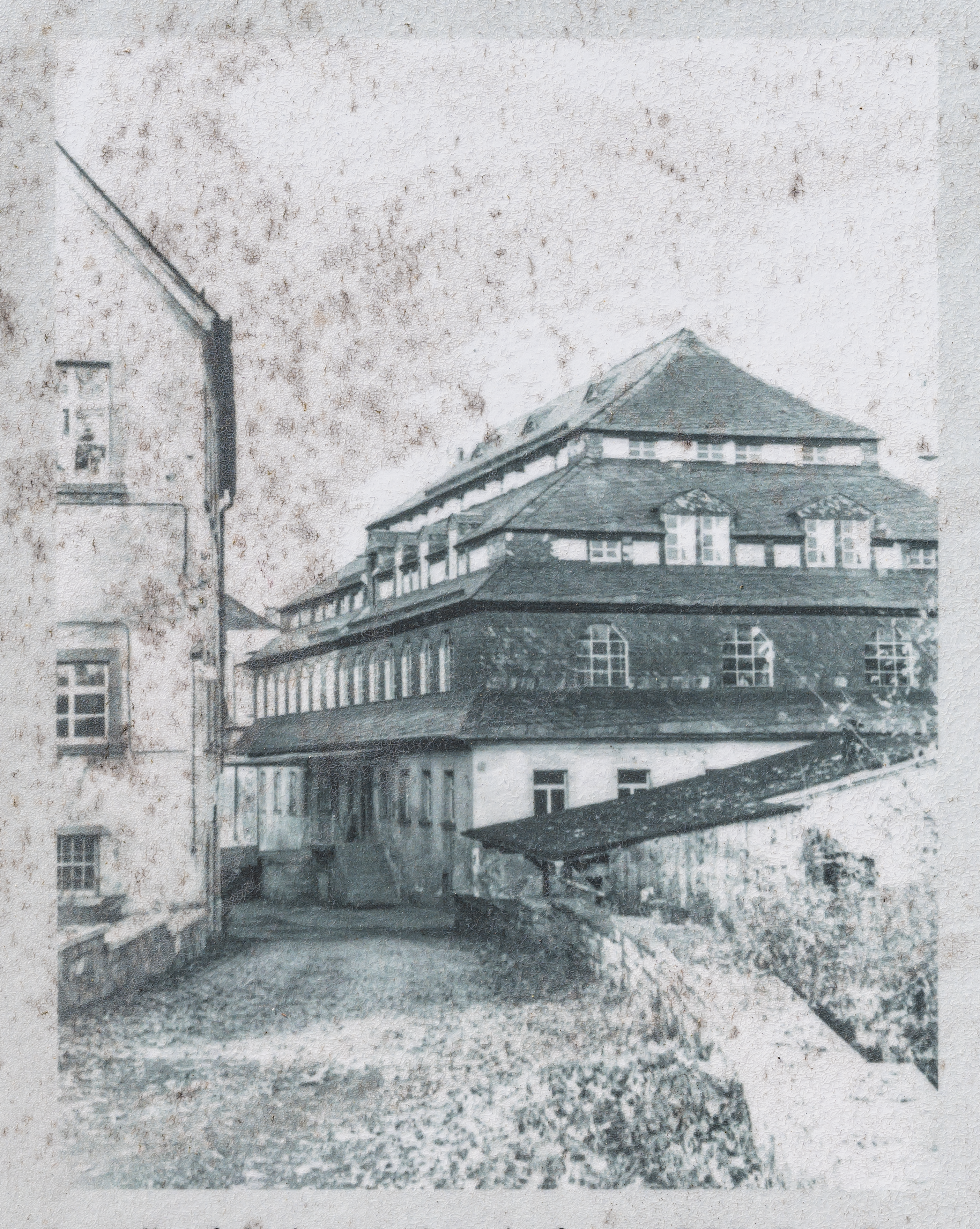
Das Gelände der Fabrik um 1955

Gründer waren der Landwirt Hermann Kühnert aus Etzdorf bei Eisenberg (Thüringen) und Magnus Tischer aus Neuhaus am Rennweg. Kühnert war verwandt mit dem Porzellanfabrikanten Hermann Reinecke aus Eisenberg. 1895 wurde die Porzellanfabrik Kühnert & Tischer OHG zur Porzellanfabrik Moschendorf AG umgewandelt. 1906 wurden 600 Arbeiter beschäftigt und Geschäftsführer war Johannes Bacher. 1907 trat Paul Reinecke aus Eisenberg als Mitbesitzer an die Stelle von Kühnert. Paul und Otto waren die Söhne des Porzellanfabrikanten Hermann Reinecke aus Eisenberg. Am 12. November 1909 wurde Otto Reinecke Direktor. Die Fabrik wurde 1900 und 1910 als Mitglied der Vereinigung Deutscher Porzellanfabriken (VDP) genannt. Ab 1937 war Otto Reinecke Alleininhaber. 1957 wurde die Fabrik geschlossen.

## Produkte
1906 wurden Gebrauchs- und Luxusartikel hergestellt. Musterlager wurden in Berlin, Hamburg, Amsterdam, London, Paris, Kopenhagen etc. unterhalten. Von 1915 bis 1957 wurde Porzellan mit Strohhalmdekor gefertigt. Es gab folgende Formen: Form 1457 (um 1910), Form Konisch (um 1915), Form Feston (Wellenrand) (ca. 1920–1957), Form 1620 (um 1927), Form 1657 (ca. 1925–1930), Form 1674 (um 1930), Form 1694 (um 1930), Form 1697 (um 1930) und Form 1710 (1930–1935). Bekannt ist auch das Schokoladenmädchen-Service. Das Porzellan der Fabrik wurde nach Berlin verkauft und exportiert wurde nach Amerika, Schweden, Dänemark und Italien.

## Fabrikmarke
Die bekannteste Fabrikmarke ist eine grüne Stempelmarke. Sie zeigt ein Monogramm mit den Buchstaben „P“ und „M“, wobei der erste Strich des M identisch mit dem unteren Strichteil des P ist. Es ist umrahmt von einem Lorbeerkranz mit einer Krone darüber. Unter dem Kranz steht „Moschendorf“, darunter „BAVARIA“.